# 勒烏本·薩拉薩爾·戈麥斯
勒烏本·薩拉薩爾·戈麥斯（西班牙語：Rubén Salazar Gómez；1942年9月22日—）是天主教哥倫比亞司鐸級樞機及現任波哥大總教區總主教。

## 生平
勒烏本於1942年9月22日在哥倫比亞波哥大出生。之後，他在伊瓦格的修院修讀哲學，他亦有前往羅馬宗座額我略大學修讀教義神學和宗座聖經學院修讀聖經學。
他於1967年5月20日晉鐸，其後擔任多個職位，包括：堂區神父，神學院教授和哥倫比亞主教團社會牧靈部主任。
教宗若望·保祿二世於1992年3月25日將他任命為庫庫塔教區主教，1999年3月18日任命為巴蘭基亞總教區總主教。他於2010年7月8日改任波哥大總教區總主教。
他於2012年11月24日獲擢升為司鐸級樞機，2013年1月31日獲委任為宗座正義暨和平委員會委員及宗座拉丁美洲委員會委員。